# Uno chef in fattoria
Uno chef in fattoria è un reality show culinario italiano, in onda dal 18 novembre 2019 su Food Network con la conduzione dello chef Roberto Valbuzzi.

## Il programma
Il conduttore Roberto Valbuzzi, nelle vesti di contadino, assieme alle persone a lui care, presenta dalla sua fattoria i prodotti tipici del suo territorio di origine (la Valtellina) nonché le materie prime che utilizza per la preparazione dei suoi piatti. In ogni puntata, inoltre, prepara una ricetta con prodotti raccolti nel suo stesso orto.

## Edizioni
| Edizione | Conduzione       | Messa in onda    | Messa in onda    | Puntate | Rete         |
| Edizione | Conduzione       | Inizio           | Fine             | Puntate | Rete         |
| -------- | ---------------- | ---------------- | ---------------- | ------- | ------------ |
| 1ª       | Roberto Valbuzzi | 18 novembre 2019 | 30 dicembre 2019 | 8       | Food Network |
| 2ª       | Roberto Valbuzzi | 7 febbraio 2021  | 4 aprile 2021    | 10      | Food Network |
| 3ª       | Roberto Valbuzzi | 6 febbraio 2022  | 3 aprile 2022    | 10      | Food Network |
| 4ª       | Roberto Valbuzzi | 1 ottobre 2024   |                  |         | Food Network |